# وادودارا
وادودارا یا بارودا یکی از شهرهای مهم و بزرگ ایالت گجرات هند است. این شهر به خطوط راه‌آهن هند متصل است و سومین شهر پرجمعیت گجرات پس از احمدآباد و سورات به‌شمار می‌رود.